# 김성 (외교관)
김성(金星, 1959년~)은 조선민주주의인민공화국의 외교관이다. 조선로동당 비서를 지낸 김용순의 아들이기도 하다. 

## 경력
- 조선민주주의인민공화국 외무성 입부[1]
- 조선민주주의인민공화국 외무성 국제기구국 사무관
- 주이란 조선민주주의인민공화국 대사관 3등서기관
- 조선민주주의인민공화국 외무성 국제기구국 사무관
- 주오스트리아 조선민주주의인민공화국 대사관 1등서기관
- 조선민주주의인민공화국 외무성 국제기구국 3등연구원
- 주유엔 조선민주주의인민공화국 대표부 참사관[2]
- 조선민주주의인민공화국 외무성 조약국장[3]
- 주유엔 북한대사